# Kerk der Nederlandse Protestantenbond (Schiedam)
De Kerk der Nederlandse Protestantenbond, ook wel bekend als Westvestkerk, of Westvest90-kerk, in Schiedam is een kerkgebouw dat werd gebouwd voor de plaatselijke afdeling van de Nederlandse Protestantenbond. De kerk werd ontworpen door architect Henri Evers en is ingewijd op 26 december 1909. 
De kerk met bijgebouw is ontworpen op een terrein op de hoek van de Westvest en de Walvisstraat. In 1930 werd de Walvisschsteeg hernoemd tot Walvisstraat. Het gebouw heeft zo'n 300 zitplaatsen, waarvan ± 50 op een gaanderij tegenover de kanselnis. Muren en pijlers zijn als kokers gebouwd en oorspronkelijk voor centrale verwarming benut. Deze constructie functioneerde weliswaar redelijk, maar het systeem (hete lucht vanuit blaaskasten achter in de kerk) bleek achteraf desastreus voor alle houten onderdelen en in het bijzonder het orgel. Bij het ontwerp is rekening gehouden met de breedte van de Walvischsteeg en met de wind, die niet uit de wieken van de molen verderop mag verdwijnen.
Er is de laatste jaren groot onderhoud gepleegd aan de kerk. Zo zijn de vloer, de glas-in-loodramen, de kap en de banken gerestaureerd. Ook de oude koperen plaatsnaambordjes zijn zo veel als mogelijk was teruggebracht. In 2008 is er groot onderhoud uitgevoerd aan het orgel. In de zomer van 2010 zijn naast een nieuwe installatie die verwarming, koeling en luchtvochtigheid reguleert, ook nieuwe en meer toiletten gemaakt, twee nieuwe keukens, een vleugelkelder met een gecontroleerd klimaat, een nieuwe garderobe-annex-koffiehoek gebouwd en is het interieur van  het bijgebouw geheel vernieuwd.
Het gebouw is in 1909 door aannemer J.J. Kanters te Rotterdam aangenomen voor f 30.3060.

## Het orgel
Het orgel werd gebouwd onder advies van A. Verhey, naar het voorbeeld van het toen nieuwe instrument in de Gereformeerde Nieuwe Zuiderkerk te Rotterdam, een Duits-Romantisch instrument gebouwd door de firma Walcker. Het orgel diende wegens de slechte staat weer bij de tijd te worden gebracht. Bij de grote restauratie in 2008 is:
- de oorspronkelijk pneumatische tractuur omgewerkt tot electro-pneumatisch
- een flink aantal grondstemmen vervangen door hogere registers
- het pedaal uitgebreid met twee stemmen
- het instrument opnieuw geïntoneerd.

## Stichting Westvest90
Tegenwoordig wordt de kerk veelvuldig gebruikt voor concerten, muziekopnames en culturele evenementen, georganiseerd door Stichting Westvest90.